# Selaginella borealis
 (décembre 2018).
Si vous disposez d'ouvrages ou d'articles de référence ou si vous connaissez des sites web de qualité traitant du thème abordé ici, merci de compléter l'article en donnant les références utiles à sa vérifiabilité et en les liant à la section « Notes et références ».
Espèce
Statut de conservation UICN

DD : Données insuffisantes
Selaginella borealis est une espèce de la famille des Selaginellaceae.

## Description
C'est une sélaginelle extrêmement bien adaptée aux climats extrêmes.
De forme compacte aux tiges très courtes et fines, ses feuilles sont en forme d'écailles triangulaires d'une couleur vert foncé avec une pousse rampantes très zigzagantes.